# 1981 en Nouvelle-Calédonie
- 1960
- 1970
- années 1980
  - 1980
  - 1981
  - 1982
  - 1983
  - 1984
  - 1985
  - 1986
  - 1987
  - 1988
  - 1989
- 1990
- 2000
- 2010
- 2020

Cet article présente les faits marquants de l'année 1981 en Nouvelle-Calédonie.

## Événements
- 8 avril : création du parti indépendantiste Libération kanak socialiste par Nidoïsh Naisseline et certains de ses alliés de l'aile modérée, à la suite d'une scission du Parti de libération kanak (Palika) au sein du Front indépendantiste (FI).
- 19 septembre : Pierre Declercq, né en 1938 en France métropolitaine, secrétaire général de l'Union calédonienne est assassiné à son domicile du Mont-Dore[1].
- 11 novembre : une manifestation indépendantiste rassemble 20 000 personnes à Nouméa[2].